# Hercules (2014)
Hercules ist ein US-amerikanischer Abenteuerfilm von Brett Ratner aus dem Jahr 2014 mit Dwayne Johnson in der Titelrolle. Der Film basiert auf der Graphic Novel Hercules: The Thracian Wars von Steve Moore.

## Handlung
Hercules ist der mächtige Sohn des Gottes Zeus, trotzdem führt er ein Leben voller Entbehrungen. Nachdem er zwölf Aufgaben als Sklave erfüllt hat, darf Hercules endlich wieder frei sein. Doch er hat nicht nur seine Liebe verloren, die auch der Grund für seine Gefangenschaft war, sondern auch die Wertschätzung, die er verdient hätte. Er führt daher seit Jahren ein Leben als Söldner und zieht mit seinen Gefährten für eine gute Bezahlung in den Kampf. Von König Cotys bekommt er den Auftrag, sein Reich Thrakien vom Tyrannen Rhesus zu befreien. Da Cotys’ Armee lediglich aus Bauern und keinen Soldaten besteht, entscheiden sich Hercules und seine Gefährten, die Armee zuerst zu trainieren. Iolaos, Hercules’ Neffe und Gefährte, führt zusätzlich der Armee vor, welche Kraft und Macht in Hercules steckt. Dazu zeigt er ihnen die Requisiten seiner Aufgaben und erzählt die Geschichten dazu. Dies motiviert die Armee zusätzlich und sie lassen sich von nun an von Hercules führen.
Die so trainierte Armee kann Rhesus’ Streitmacht in die Flucht schlagen, und Hercules bringt Rhesus zu König Cotys. Dort legt Rhesus offen, dass Cotys ein doppeltes Spiel mit Hercules und seinen Gefährten gespielt und sie nur benutzt hat, um den rebellierenden Rhesus zu besiegen: Cotys hat den rechtmäßigen Thronfolger ermordet und ist nur so selbst König geworden. Als Cotys merkt, dass er durchschaut ist, will er zunächst Hercules für weitere Dienste einstellen, dann ihn bezahlen und gehen lassen, doch als Hercules gegen ihn kämpfen will, lässt er ihn niederschlagen und anketten und seine Freunde in den Kerker sperren. Es stellt sich heraus, dass Cotys sich mit König Eurystheus, dem früheren Herrn von Hercules, verbündet hat. Dieser hatte die Familie von Hercules von Wölfen zerfleischen lassen, da er befürchtete, Hercules würde beliebter als er selbst. Anschließend hatte er das Gerücht verbreitet, Hercules selbst habe seine Familie im Wahn ermordet, und ließ auch ihn in diesem Glauben. Als Hercules dies erfährt, kann er sich durch die entstandene Wut und die Anspornungen seines Freundes Amphiaraus von seinen Fesseln befreien und Eurystheus und seine Wölfe töten. Am Ende stehen Hercules und seine Gefährten Cotys’ Armee gegenüber. Als Hercules Cotys töten kann, nimmt die Armee Hercules als ihren neuen Anführer an.

## Hintergrund
Die Dreharbeiten zu Hercules begannen Anfang Juni und endeten Mitte Oktober 2013. Gedreht wurde unter anderem in Kroatien, Budapest und Paty, Ungarn.
Um sich für die Rolle des starken Hercules vorzubereiten, nahm Johnson ein äußerst strapaziöses Trainingsprogramm auf. Laut eigener Aussage trainierte er acht Monate lang so hart wie noch nie zuvor. Auch während der Dreharbeiten durfte er nicht auf das Trainingsprogramm verzichten.
Später erzählte Johnson, dass der Bart, den er während der Dreharbeiten tragen musste, aus Schamhaaren eines tibetischen Grunzochsen zusammengesetzt wurde. Dabei handelt es sich um ein sehr teures und feines Haar.
Der Film beschäftigt sich mit der zentralen Fragestellung, ob Hercules wirklich der Sohn des Zeus ist. Die Aufgaben, wie der Kampf gegen die neunköpfige Hydra oder die Erlegung des nemëischen Löwen, verbreitet sein Neffe Iolaos mit heldenhaften Details, um den Namen von Hercules zwecks Söldnerarbeiten zu verbreiten, beispielsweise waren die neunköpfige Hydra verkleidete Männer. Außerdem erhielt er bei jeder Aufgabe Unterstützung von seinen Gefährten, welche im Hintergrund agierten und so Hercules noch stärker aussehen ließen. Mythologische Bezüge wie die Hydra, die Existenz von Zentauren, sowie der dreiköpfige Wachhund der Unterwelt, werden durch Täuschungen und Halluzinationen erklärt. Somit hebt sich der Film mit seiner Realitätsgrundlage gänzlich von den anderen Verfilmungen ab. Allein die überdurchschnittliche Stärke von Hercules lässt eine Abstammung eines Gottes erahnen.

## Rezeption
Hercules erreicht bei Metacritic einen Metascore von 47/100 Punkten, basierend auf 25 Kritiken. Bei Rotten Tomatoes sind 60 % der Kritiken positiv und ist damit „fresh“. Die Durchschnittsbewertung liegt bei 5,4/10 Punkten, basierend auf 107 Bewertungen.
Der film-dienst bezeichnet Hercules als „genormter Historien-Actionfilm, der das Hauptaugenmerk auf die Ausstattung und lässige Sprüche richtet, die die Gewalt abfedern sollen.“ Der Cinema Kritiker lobt besonders die Arbeit von Regisseur Brett Ratner, der „bemerkenswerte Qualitäten als Actionchoreograf“ hinlegt und insgesamt „starkes Action-Entertainment“ bietet. Als Negativpunkte nennt er „die schlechten CGI-Effekte“ und das „etwas enttäuschende Finale, das außer einer Feuersbrunst und einer von Herkules umgeworfenen Riesenstatue nicht viel zu bieten hat“.

## Synchronisation
Die Synchronsprecher für die deutsche Fassung:
| - Hercules: Ingo Albrecht - Cotys: Jürgen Thormann - Autolycus: Thomas Nero Wolff - Amphiaraus: Klaus-Dieter Klebsch - Atalanta: Katharina Spiering - Tydeus: Stefan Krause - Iolaus: Nico Sablik - Ergenia: Berenice Weichert - Eurystheus: Frank Schaff | - Stephanos: Sven Hasper - Sitacles: Oliver Stritzel - Megara: Julia Kaufmann - Phineas: Martin Kautz - Rhesus: Johannes Berenz - Arius: Nando Schmitz - Demetrius: Uwe Jellinek - Gryza: Hans-Jürgen Dittberner |

## Auszeichnungen
Teen Choice Awards 2014
- Dwayne Johnson war für seine Rolle als Hercules für die Kategorie Choice Summer Movie Star nominiert